# Corneliu E. Giurgea
 Corneliu E. Giurgea (* 6. Januar 1923 in Bukarest; † 30. Dezember 1995 in Brüssel) war ein rumänisch-belgischer Arzt, Psychologe, Physiologe und Pharmakologe, der im Jahr 1964 erstmals den Stoff Piracetam synthetisierte, und für diesen und vergleichbare Stoffe den Begriff Nootropikum prägte.

## Leben und Wirken
Giurgea wurde am 6. Januar 1923 in Bukarest in Rumänien, als Sohn einer jüdischen Familie geborene, er selbst bezeichnete sich jedoch später als Atheist.
Später erwarb er einen Doktor der Medizin an der Universität Bukarest und einen Ph.D. von der Staatlichen Medizinischen „Pawlow“-Universität in Leningrad. 
Giurgea gab an der Universität Bukarest Kurse über Psychopharmakologie und widmete sich besonders der wissenschaftliche Erforschung der Auswirkungen, von Medikamenten auf die Stimmung, Wahrnehmung, sowie das Denken und Verhalten.
Emmanuel Janssen vom belgischen Pharmaunternehmen Union Chimique Belge warb Giurgea an, der daraufhin nach Belgien reiste, wo er bei UCB eine Stelle als Leiter der Abteilung für Neuropharmakologie übernahm.
Giurgea und sein Team begannen 1963 an beruhigenden „inhibitorischen“ Medikamenten mit sedierender Wirkung zu forschen, wobei sie sich auf zyklische Derivate des Neurotransmitters γ-Aminobuttersäure (GABA) konzentrierten. 
Ihrer Arbeitshypothese folgend, gingen die Wissenschaftler davon aus, dass die Derivate neue sedierenden Hypnotika sein würden, da sie eine Hemmung im Gehirn vermitteln könnten. 
Doch Tierversuche an Ratten und Kaninchen ergaben bis zum Jahr 1965 keine Hinweise auf eine sedierende Wirkung, jedoch fiel Giurgea die ungewöhnliche Pharmakologie eines spezifischen Stoffes auf, den er UCB 6215 nannte: Er hemmte den vestibulären Nystagmus bei Kaninchen.
Im weiteren Verlauf wurde UCB 6215 auch an Menschen getestet. Patienten, die eine Gehirnerschütterung erlitten hatten, und mit dem Stoff behandelt wurden zeigten gegenüber einer Kontrollgruppe eine statistisch signifikante Verbesserung ihrer Genesung und Verbesserung des Gedächtnisses. Ebenso konnte das Fehlen einer chemischen Toxizität beim Menschen bestätigt werden.
Giurgea prägte für UCB 6215, das als Piracetam vermarktet wurde, den Begriff Nootropikum.
Er starb am 30. Dezember 1995 in Brüssel.

## Schriften

### Bücher
- Le Vieillissement Cerebral: Normal Et Reussi, Le Defi Du XXIe Siecle 1993 ISBN 978-2-87009-539-3
- L'heritage De Pavlov: Un Demi-Siecle Apres Sa Mort 1986 ISBN 978-2-87009-279-8
- Fundamentals to a pharmacology of the mind 1981 ISBN 978-0-398-04130-4